# Borut Semler
Borut Semler (* 25. Februar 1985 in Murska Sobota) ist ein ehemaliger slowenischer Fußballspieler.

## Karriere

### Verein
Bis zum 14. Lebensjahr spielte Semler in der Jugendabteilung von NK Mura, dem in seinem Geburtsort ansässigen Fußballverein, bevor er zu NK Varaždin wechselte und dort bis Juni 2001 blieb. In den folgenden drei Spielzeiten gehörte er der Jugendabteilung des FC Bayern München an, mit deren A-Jugend er 2002 und 2004 die Deutsche Juniorenmeisterschaft gewann. Danach gelang ihm der Sprung in die zweite Mannschaft, für die er in zwei Spielzeiten 48 Regionalligaspiele bestritt und 10 Tore erzielte.
Im Januar 2007 wechselte er zum kroatischen Erstligisten NK Varaždin, den er Ende des Jahres wieder verließ. Nach Rückkehr in seine Heimat 2008 kam er während seiner achtmonatigen Zugehörigkeit nur zehnmal für den slowenischen Erstligisten NK Domžale zum Einsatz. Vom 24. August 2008 bis 9. Dezember 2009 spielte er 27 Mal für den Ligakonkurrenten NK Drava Ptuj und erzielte neun Tore; der Tabellenneunte verblieb nach erfolgreicher Relegation in der Slovenska Nogometna Liga, der höchsten slowenischen Spielklasse.
Vom 27. März 2010 (1. Spieltag) bis zum 6. November 2010 (40. Spieltag) war er für den russischen Zweitligisten Mordowija Saransk aktiv. Im Frühjahr 2011 unterschrieb er einen Vertrag beim kasachischen Erstliga-Aufsteiger Qaisar Qysylorda der am Ende der Saison absteigen musste. Daraufhin wechselte er zum Erstliga-Aufsteiger Aqschajyq Oral. Sein Debüt gab er am 10. März 2012 (1. Spieltag) beim 3:0-Sieg im Auswärtsspiel gegen Oqschetpes Kökschetau, seine ersten Ligatore erzielte er am 8. April 2012 (4. Spieltag) beim 2:1-Sieg im Auswärtsspiel gegen Qaisar Qysylorda mit dem Treffer zum zwischenzeitlichen 1:1-Unentschieden in der 70. und dem Siegtor in der 85. Minute.
Ab dem 1. Januar 2013 war er spielberechtigt für den Ligakonkurrenten Schachtjor Qaraghandy und kam dreimal im Ligaspielbetrieb zum Einsatz. Zwei Tage nach dem einvernehmlichen Leihgeschäft bis Ende des Jahres mit dem Zweitligisten Qaisar Qysylorda erzielte er in seinem ersten Spiel am 23. Juni 2013 (13. Spieltag) beim 5:1-Sieg im Auswärtsspiel gegen Kyran Schymkent mit dem Treffer zum zwischenzeitlichen 3:1 in der 67. Minute auch sein erstes Tor. Mit 22 von 34 Ligaspielen und 10 Toren trug er zur Meisterschaft in der zweiten Liga und zum Aufstieg in die erste Liga bei. 2014 kehrte zum Erstligaabsteiger Aqschajyq Oral zurück, absolvierte 16 Spiele, in denen er neun Tore erzielte, und wechselte mit Jahresbeginn 2015 zum Erstligaabsteiger Spartak Semei. Nach einem halben Jahr verließ er die Mannschaft und schloss sich dem slowenischen Zweitligisten NK Dob an, den er zum Jahresende 2015 nach elf Punktspielen ebenfalls verließ. Danach wechselte er zum österreichischen Drittligisten SC Weiz. Zur Saison 2016/17 wechselte er zum FC Bad Radkersburg in die viertklassige Landesliga Steiermark. Bei den Radkersburgern war er anfangs noch ausschließlich in der ersten Mannschaft im Einsatz und kam in der Saison 2017/18 vermehrt auch in der zweiten Mannschaft mit Spielbetrieb in der achtklassigen 1. Klasse Süd B zum Einsatz, wobei er mit 13 Toren bei neun Meisterschaftseinsätzen in der ersten Saisonhälfte 2017/18 auch außerordentlich torgefährlich war. Nebenbei fungierte er zumindest von März 2016 bis Jahresende 2017 auch als Jugendleiter des FC Bad Radkersburg, bei dem er zeitweise auch als Nachwuchstrainer in Erscheinung trat.
Ab Jänner 2018 war er für den SV Feldbach aktiv und war gleichzeitig Co-Trainer der Kampfmannschaft. Im Dezember folgte dann er Wechsel zum SV Kaindorf/Sulm und ab dem Sommer 2019 spielte er noch bis zu seinem Karriereende zwei Jahre später für den USV Hengsberg. 

### Nationalmannschaft
Borut Semler kam sieben Mal für die A-Nationalmannschaft zum Einsatz. Sein Debüt gab er am 18. August 2004 in Ljubljana beim 1:1-Unentschieden im Länderspiel gegen die Auswahl von Serbien und Montenegro. Sein letztes Länderspiel bestritt er am 22. August 2007 in Podgorica gegen die Auswahl Montenegros, das ebenfalls mit einem 1:1-Unentschieden endete.

## Titel
- Deutscher A-Juniorenmeister: 2002, 2004
- Slowenischer Meister: 2008
- Kasachischer Superpokalsieger 2013
- Kasachischer Zweitligameister: 2013

## Auszeichnungen
- Torschützenkönig der A-Junioren-Bundesliga Süd/Südwest: 2004 (30 Tore)